# Јосип Колумбо
Јосип Колумбо (Кутјево, код Сл. Пожеге, 11. новембар 1905 — Загреб, 14. август 1930), машинбраварски радник и један од седморице секретара СКОЈ-а.

## Биографија
Рођен је 11. новембра 1905. године у Кутјеву, код Славонске Пожеге. Потиче из радничке породице. Отац му је погинуо током Првог светског рата, а пет година касније умрла му је и мајка. После завршене основне школе, отишао је у Загреб, где је изучавао је бравapски занат.
Као браварски радник у Загребу је учествовао у радничким штрајковима. Године 1922. постао је члан Савеза комунистичке омладине Југославије. Годину дана касније запошљава се у Железничкој радионици у Нишу, у којој је изабран за секретара СКОЈ-а, а убрзо и за члана Покрајинског комитета СКОЈ-а за Србију. Више пута је хапшен и затваран.
Крајем 1927. године, Партија га шаље на студије у Москву на Свердловски универзитет. У Југославију се враћа у време шестојануарске диктатуре, и после погибије Мије Орешког и Јанка Мишића, и ступа на дужност политичког секретара Централног комитета СКОЈ-а.
Заједно са Пером Поповићем Агом, организационим секретаром ЦК СКОЈ-а, упао је у полицијску заседу, 14. августа 1930. године у парку Зеленгај у Загребу, и у сукобу с полицијом погинуо.
Сахрањен је у Гробници народних хероја на Загребачком гробљу Мирогој.

## Фото галерија
- Бисте секретара СКОЈ-а у дворишту ОШ „Седам секретара СКОЈ-а“ у Новом Београду
- Биста Јосипа Колумба
- Место у парку Зеленгај где су 1930. погинули Колумбо и Поповић